# Monastère de la Résurrection de Tcherepovets
Le monastère de la Résurrection (Череповецкий Воскресенский монастырь) est un ancien monastère masculin orthodoxe situé en Russie, à Tcherepovets dans l'oblast de Vologda. Il se trouve à la confluence des rivières Cheksna et Iagorba et a été en activité du XIVe siècle jusqu'à la fin du XVIIIe siècle. C'est grâce au village formé autour du monastère qu'est née la ville de Tcherepovets. Il est classé au patrimoine protégé. Son église est devenue la cathédrale de l'éparchie (diocèse) de Tcherepovets.

## Histoire
Le monastère a été fondé par deux disciples de saint Serge de Radonège, les moines Théodose et Athanase,. La tradition monastique a accordé à la fondation du monastère des circonstances miraculeuses liées à des rayons de lumière.
La date de fondation du monastère n'est pas connue avec certitude; mais dans la littérature locale il est daté de l'épiscopat d'Ignace II (1355-1365).
Deux églises faisaient partie du monastère: l'église de la Résurrection-du-Christ (église d'été) et l'église de la Trinité (église chauffée). La première, avec comme patrons secondaires saint Jean-Baptiste, Athanase et Théodose de Tcherepovets, saint Philippe de l'Irap, a été reconstruite dans les années 1752-1756; c'est donc la plus ancienne de Tcherepovets. Elle a été recouverte de fresques en 1851 à l'intérieur.
Le monastère est supprimé en 1764 par le manifeste de sécularisation des biens monastiques édicté par Catherine la Grande et devient simple église paroissiale. Dans les années 1920-1930, la collégiale de la Résurrection est attribuée aux membres de la branche rénovationiste. Elle est fermée au culte pendant la Grande Guerre patriotique pour y installer un atelier de réparation de moteurs d'avion. L'église est rouverte au culte sans interruption depuis 1945 et est devenue la cathédrale de l'éparchie de Tcherepovets qui dépend du siège métropolitain de Vologda.

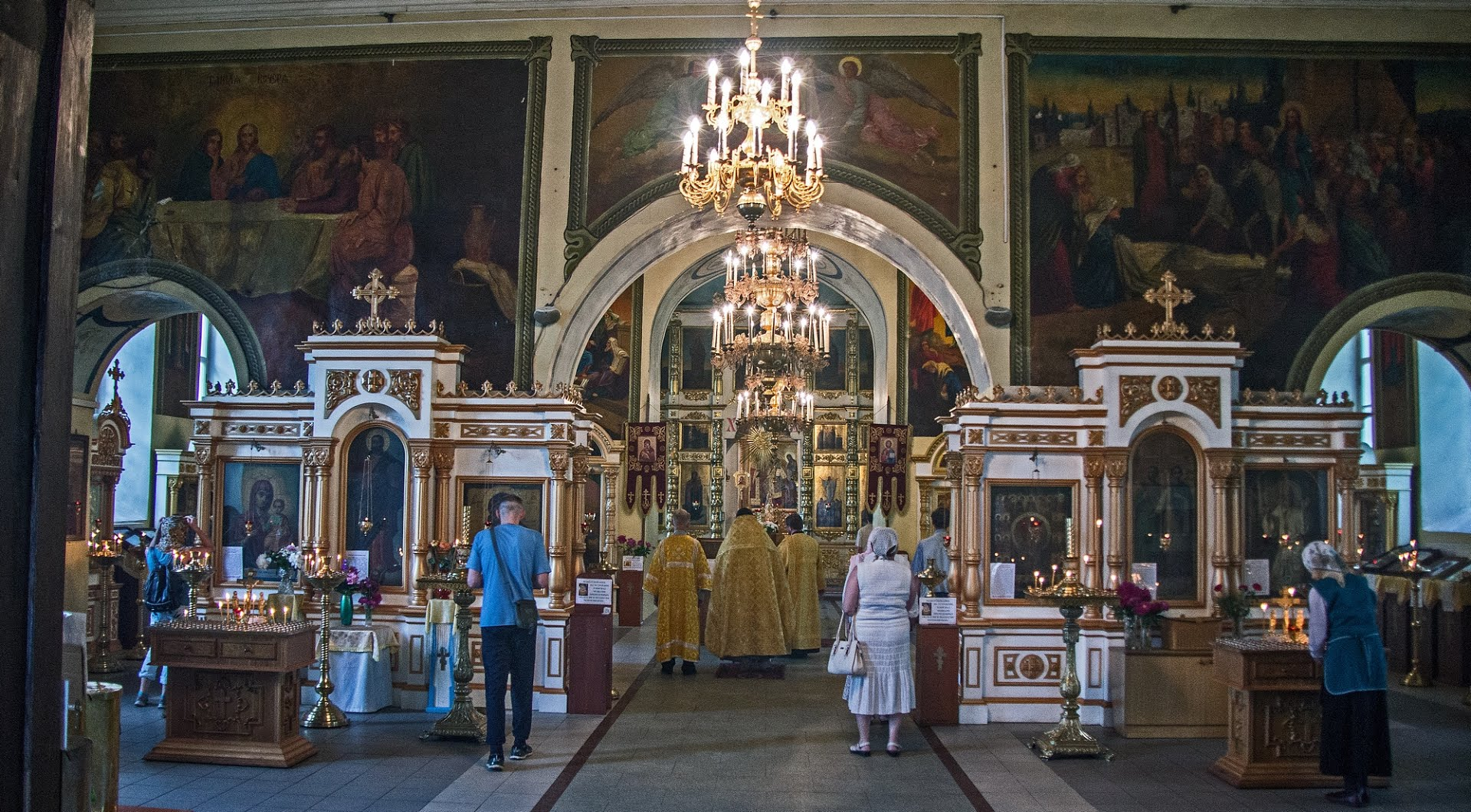
Intérieur de la cathédrale de la Résurrection.